# Vikersund Hoppsenter
Vikersund Hoppsenter er en sportsarena i Vikersund i Modum kommune i Buskerud fylke. Hopcenteret har syv hopbakker, herunder Vikersundbakken, som er den eneste skiflyvningsbakke i Norge. Hopcenteret ligger syd for Heggen Kirke. Vikersund Hoppsenter ejes af Stiftelsen Vikersund Hoppsenter.
Vikersundbakken var den første bakke i, hvad der i dag er hopcenteret. Bakken, som den gang var normalbakke, blev færdig i 1936. I 1955 og 1956 blev den udvidet, så hop på mere end 100 meter blev mulige. Den første skiflyvningskonkurrence blev afholdt i 1966, og Bjørn Wirkola satte verdensrekord med et hop på 146 meter. Inden verdensmesterskabet i 1990 fik Vikersund Hoppsenter fire nye småbakker. Ud over disse bygges der en K-5 med sne om vinteren. De fire småbakker, K15, K25, K45 og K65 blev bygget i forbindelse med skiflyvningsbakkens udbygning i 1990. Alle de små bakker har status som næranlæg.
K15 og K25 har begge et plastiklag og kan dermed bruges om sommeren. Der er planer om også at forsyne K45 med et plastiklag.
- K15 med dommertårn
- K25 med dommertårn
- K45 og K65 med dommertårn

Vikersund Hoppsenter har fire dommertårne. Dommertårnene til K45 og K65 blev bygget i forbindelse med småbakkerne i 1990'erne. Et bredere dommertårn er bygget til 90-meter bakken og indeholder et kongerum til brug ved større mesterskaber. Skiflyvningsbakkens dommertårn blev bygget i 1960'erne, hvor der ligeledes indrettedes kommentatorbokse til tv og radio.

## Storbakken
Storbakken (K90) blev bygget på sydsiden af skiflyvningsbakken i anledning af norgesmesterskabet i 1989. Den bruges i øjeblikket til nationale og internationale konkurrencer, men også som træningsbakke for flere landshold. K90-bakken (bakkestørrelse 100 meter) blev udbygget i efteråret 2008 til K105 (HS117) og blev anvendt under norgescupløb i november 2008 og verdenscupløb i kombineret i marts 2009. Hopbakken er et fylkesanlæg og modtager dermed økonomisk støtte fra Buskerud fylke.
Før verdenscupkonkurrencerne den 13.-15. marts 2009 blev der også opført en 1.800 m² stor sponsorhal og en flerbrugsbygning (kaldet Skiflyvningskroa) på 1.325 m². Hallen, der har en loftshøjde på 6 meter, kan bruges til udstillinger, koncerter, træning osv. Flerbrugsbygningen har en glasfascade på 200 m² og en meget god udsigt over skiflyvningsbakken. I kælderen er der plads til tv-produktionsbusser og et stort pressecenter.
Efter investeringer på næsten 40 millioner norske kroner i 2008 er Vikersund Hoppsenter blevet en af de mest moderne faciliteter til skihop.
Bakkerekorden for mænd på HS117-bakken er 122,5 meter, sat af Anssi Koivuranta (Finland) i World Cup Nordic kombineret den 14. marts 2009. Kvindernes bedste resultat er 111 meter, sat af Helena Olsson Smeby i norgescuppen den 30. november 2008. Før bakken blev udvidet, havde Lars Bystøl rekorden på HS100-bakken med 110 meter, sat den 29. december 2001.

## Vindere af kontinentalcupløb på storbakken
Vikersund er en af de faste arrangører ved mændenes kontinentalcup. Siden 2002 har konkurrencerne været afholdt i marts, men fra 2008/2009-sæsonen afholdes de i december. Det kan lade sig gøre, fordi Vikersund som et af de første skisportssteder i verden anvender kunstsne, så hopbakkerne er klar tidligt på sæsonen. 
| År   | Dato         | Bakkestørrelse | Vinder                       | 2. plads                       | 3. plads                       |
| ---- | ------------ | -------------- | ---------------------------- | ------------------------------ | ------------------------------ |
| 2008 | 14. december | K-105          | Tyskland Stephan Hocke       | Tyskland Tobias Bogner         | Østrig David Unterberger       |
| 2008 | 13. december | K-105          | Tyskland Stephan Hocke       | Østrig Daniel Lackner          | Slovenien Rok Urbanc           |
| 2008 | 11. marts    | K-90           | Østrig Stefan Thurnbichler   | Østrig Bastian Kaltenboeck     | Norge Vegard Sklett            |
| 2008 | 10. marts    | K-90           | Østrig Bastian Kaltenboeck   | Norge Lars Bystøl              | Tjekkiet Martin Cikl           |
| 2007 | 11. marts    | K-90           | Polen Robert Mateja          | Slovenien Peter Zonta          | Norge Lars Bystøl              |
| 2007 | 10. marts    | K-90           | Slovenien Peter Zonta        | Østrig Stefan Thurnbichler     | Østrig Stefan Kaiser           |
| 2006 | 5. marts     | K-90           | Norge Thomas Lobben          | Østrig Mathias Hafele          | Østrig Stefan Thurnbichler     |
| 2006 | 4. marts     | K-90           | Norge Thomas Lobben          | Østrig Reinhard Scwarzenberger | Slovenien Primoz Roglic        |
| 2005 | 6. marts     | K-90           | Finland Janne Happonen       | Norge Anders Bardal            | Østrig Reinhard Scwarzenberger |
| 2005 | 5. marts     | K-90           | Finland Janne Happonen       | Østrig Reinhard Scwarzenberger | Norge Anders Bardal            |
| 2004 | 7. marts     |                | Arrangeret som skiflyvning   |                                |                                |
| 2004 | 7. marts     |                | Arrangeret som skiflyvning   |                                |                                |
| 2002 | 16. marts    | K-90           | Tyskland Michael Neumayer    | Tyskland Maximillian Mechler   | Finland Toni Nieminen          |
| 2002 | 15. marts    | K-90           | Tyskland Frank Ludwig        | Tyskland Dirk Else             | Tyskland Michael Neumayer      |
| 2002 | 14. marts    | K-90           | Tyskland Maximillian Mechler | Finland Toni Nieminen          | Tyskland Stefan Pieper         |

| År   | Dato     | Bakkestørrelse | Vinder                    | 2. plads           | 3. plads                |
| ---- | -------- | -------------- | ------------------------- | ------------------ | ----------------------- |
| 2006 | 5. marts | K-90           | Tyskland Juliane Seyfahrt | Norge Anette Sagen | Norge Line Jahr         |
| 2005 | 6. marts | K-90           | Norge Anette Sagen        | Norge Line Jahr    | USA Lindsey Van         |
| 2005 | 5. marts | K-90           | Norge Anette Sagen        | USA Lindsey Van    | Tyskland Ulrike Gräßler |